# Valis III
Valis III (ヴァリスⅢ, Varisu Surī) é um jogo de plataforma desenvolvido pela Telenet Japan, originalmente lançado para PC Engine CD-ROM² em 1990 no Japão e para TurboGrafx-CD em 1992 nos Estados Unidos. Foi também adaptado para Mega Drive/Genesis em 1991. Valis III é o terceiro jogo da série Valis e teve como novidade, em relação aos anteriores, a presença de três protagonistas, Yuko (protagonista de Valis I e II), Valna e Cham. O jogo foi bem recebido pela crítica especializada, sendo a versão para PC Engine/TurboGrafx-CD a mais bem elogiada.

## Lançamento
Originalmente desenvolvido e publicado pela Telenet Japan para o CD-ROM do PC Engine² em 1990 no Japão, Valis III foi posteriormente lançado para o Mega Drive / Genesis em 1991 no Japão pela Sega e na América do Norte pela Renovation Products, e para TurboGrafx-CD pela Turbo Technologies (NEC) na América do Norte em 1992. A Ubisoft cogitou publicar o jogo na Europa, mas isso não se concretizou.
Project EGG, uma plataforma de venda de jogos digitais (semelhante a Steam), exclusiva do Japão, lançou a versão PC Engine para Windows em 2007, junto com a compilação Complete Plus que veio com um CD de trilha sonora e uma figura. Um CD de 1993 Valis Visual Collection contém todas as cenas da versão PC Engine.

## Jogabilidade
O jogo é uma continuação de Valis II, ambientado na história de Yuko, guardiã de Dreanland e portadora da espada Valis. Juntamente a duas aliadas, Valna e Cham, Yuko deve impedir o rei de Dark World, Glames (Ramses na versão americana do TurboGrafx), de destruir Dreanland e o mundo humano, este, por sua vez, é portador da espada Leethus.
Diferentemente das versões anteriores do jogo, em que o jogador somente controlava uma personagem, a Yuko, Valis III contém três protagonistas jogáveis, Yuko, Valna e Cham — o que é uma reminiscência de Zillion (1987), um dos primeiros jogos de plataforma onde é possível trocar de personagens durante o jogo, quando o protagonista resgata seus amigos e Castlevania III: Dracula's Curse. Cada uma delas usa diferentes armas atualizáveis: Yuko tem uma onda de energia carregável em sua espada; Cham tem um chicote e Valna dispara rajadas mágicas de sua varinha. Também existem três tipos de feitiços disponíveis (raios, fogo e gelo). Os personagens só não podem ser trocados durante as lutas contra chefes, em que a escolha do personagem também resulta em uma cena e diálogos diferentes. Além disso, algumas batalhas exigem a escolha da heroína principal, Yuko. Outro recurso novo na série é um movimento deslizante no solo que pode funcionar como um ataque.
Na versão do jogo para o Mega Drive / Genesis a maioria das cenas cinematográficas foram cortadas. Vários níveis foram removidos e um novo foi adicionado a esta versão, enquanto os níveis restantes são mais semelhantes com os da versão para PC Engine. Por outro lado, as lutas contra chefes foram melhoradas, assim como o efeito paralaxe.

## Recepção
Valis III foi muito bem recebido pelos críticos de videogame. Sua versão original para o CD do PC Engine (TurboGrafx-CD) foi avaliada como 8/10 pela Turboplay,  e também recebeu 87%, 94% e 90% das revistas francesas Génération 4, Joystick e Player One, respectivamente. De acordo com Sam Derboo da Hardcore Gaming 101, "na época de seu lançamento, Valis III era de longe o jogo mais versátil, divertido e de melhor aparência da série."
Damian Butt da Sega Pro deu ao porte Mega Drive / Genesis, anteriormente descrito pela revista como "incrível", uma pontuação de análise de 79%, opinando que "falta a jogabilidade extraordinária que fez El Viento o vencedor." As revistas francesas Génération 4, Joystick e Tilt avaliaram em 85%, 80%, e 70%, enquanto RAZE pontuou o jogo (erroneamente denominado "Phantasy Soldier 3") em 85%. Robert Menes da Sega-16 concedeu 8 estrelas de 10, afirmando que "embora um jogo um pouco obscuro, Valis III merece pelo menos uma jogada de qualquer proprietário respeitável do Genesis", enquanto Levi Buchanan da IGN avaliou-o para uma pontuação "Boa" de 7,5 / 10, escrevendo este "estranho rolador lateral do Genesis que merece ser revisitado", pois "parece ótimo, tem uma boa música e lhe dará muitos desafios para seu dinheiro."